# ۵۴۸ (پیش از میلاد)
۵۴۸ (پیش از میلاد) ۵۴۸مین سال قبل از تقویم میلادی است.